# Ковалівські дубчаки
Ковалі́вські дубчаки́ — ботанічна пам'ятка природи місцевого значення. Розташована на території с. Ковалівка Немирівського району Вінницької області (поблизу цукрового заводу). 
Оголошена відповідно до рішень Вінницького облвиконкому № 310 від 22.06.1976, № 371 від 29.08.1984 та № 263 від 25.10.1990 р. 
Охороняються красиві могутні дерева дуба звичайного віком понад 200 років, висотою 20-24 м, діаметром 72-76 см.